# Eli'ezer Škedi
Aluf Eliezer Škedi (hebrejsky: אליעזר שקדי, narozen 16. srpna 1957) je generál (aluf) Izraelských obranných sil (IOS) a bývalý velitel Izraelského vojenského letectva.

## Biografie
Škedi se narodil v roce 1957 v Izraeli a po absolvování střední školy v Kfar Sabě vstoupil v roce 1975 do IOS. Přihlásil se do letecké akademie, kterou úspěšně absolvoval jako bojový pilot. Než byl přidělen na základnu Hacerim, prošel několika různými jednotkami letectva. Hacerim byla jeho domovskou základnou i během první libanonské války v roce 1982, kdy sestřelil dvě nepřátelská letadla. V polovině 80. let studoval na Ben Gurionově univerzitě, kde získal titul bakalář z matematiky a počítačových věd. V kariéře u letectva poté pokračoval až do poloviny 90. let, kdy studoval na US Naval Postgraduate School obor systémový management. Dne 4. dubna 2004 byl povýšen do hodnosti velitele Izraelského vojenského letectva a tento post zastával až do 13. května 2008, kdy jej nahradil Ido Nechoštan.